# Propyria pelopia
Propyria pelopia är en fjärilsart som beskrevs av Druce. Propyria pelopia ingår i släktet Propyria och familjen björnspinnare. Inga underarter finns listade i Catalogue of Life.